# Ligne de Bantzenheim à Haberhaeusen
La ligne de Bantzenheim à Haberhaeusen est une ancienne ligne de chemin de fer française du Haut-Rhin. Elle reliait la gare de Bantzenheim à Haberhaeusen près de Saint-Louis. La ligne est aujourd'hui déclassée et déposée.

## Historique
La ligne de Bantzenheim à Haberhaeusen est mise en service le 1er août 1917 pour des besoins militaires. Elle constitue un prolongement de la ligne de Neuf-Brisach à Bantzenheim et double la ligne Strasbourg - Bâle qui se trouvait à portée des canons de l'artillerie française.
Cette ligne desservait Bantzenheim, Ottmarsheim, Hombourg, Niffer, Kembs et Haberhaeusen.
Elle est fermée à la fin de la Première Guerre mondiale, en 1918, puis déclassée en 1928.